# Eutrachyrhachis victoriae
Eutrachyrhachis victoriae är en mångfotingart som beskrevs av Pocock 1897. Eutrachyrhachis victoriae ingår i släktet Eutrachyrhachis och familjen Platyrhacidae. Inga underarter finns listade i Catalogue of Life.